# Dominicas de la Paz
La Congregación de Hermanas Dominicas de la Paz (oficialmente en inglés: Congregation of the Dominican Sisters of Peace) es un instituto religioso católico femenino, de vida apostólica y de derecho pontificio, fundado en 2009 con la unión de siete congregaciones dominicas de origen estadounidense. A las religiosas de este instituto se les conoce como Dominicas de la Paz.

## Historia
El instituto nace a partir de la unión de siete congregaciones estadounidenses de hermanas dominicas el 12 de abril de 2009, con la aprobación del papa Benedicto XVI:
- Congregación de Santa Catalina de Siena de Kentucky: fundada el 7 de abril de 1822, en Springfield, por el religioso dominico Samuel Thomas Wilson y aprobada por el papa Benedicto XV en 1915.[3]
- Congregación de la Beata Virgen de las Fuentes de Columbus: fundada por cuatro religiosas de Kentucky, el 5 de enero de 1830. Aprobadas por el papa León XIII en 1893.[4]
- Congregación de Santa María: fundada el 5 de noviembre de 1860, en Nueva Orleans, por seis religiosas de la Congregación irlandesa de Cabra, a la cabeza de Mary Joan Flanagan. Aprobadas por Pío XI en 1926.[5]
- Congregación del Corazón Inmaculado de María: fundada en Akron, en 1893, por algunas religiosas de la Congregación del Sagrado Corazón de Caldwell.[6]
- Congregación de la Inmaculada Concepción de Great Bend: fundada por algunas religiosas de la Congregación de la Santa Cruz de Amityville. Aprobadas por el papa Pío XII el 15 de noviembre de 1954.[7]
- Congregación de Santa Rosa de Lima de Oxford: fundada por Juliana Zavodnik, en 1923.[8]
- Misioneras Siervas de la Santísima Eucaristía: fundadas por Catherine Bostick y Zoe Grouchy, en Nueva Orleans, el 11 de enero de 1927.[9]

El 15 de diciembre de 2012 la Congregación de Santa Catalina de Ricci, fundadas en 1880 por Lucy Eaton Smith, ingresó a la unión, a causa de la falta de personal para mantener las estructuras básicas de una congregación religiosa de derecho pontificio.

## Organización
La Congregación de Hermanas Dominicas de la Paz es un instituto religioso de derecho pontificio y centralizado, cuyo gobierno es ejercido por una priora general. La sede central se encuentra en Columbus (Estados Unidos).
Las dominicas de la Paz se dedican a la educación e instrucción cristiana de la juventud, a la atención de los enfermos, a la instrucción espiritual y a otras actividades sociales. Estas religiosas forman parte de la familia dominica. En 2017, el instituto contaba con 519 religiosas y 139 comunidades, presentes en Estados Unidos, Honduras, México, Nigeria, Perú y Vietnam.